# Liste von Schneckenbrunnen
In dieser Liste sind Schneckenbrunnen aufgeführt, also Brunnen im öffentlichen Raum, die Schnecken zum Thema haben.

## Deutschland
| Bezeichnung                               | Bild           | Standort                                  | Bundesland        | Künstler | Errichtung Einweihung | Weitere Informationen                               |
| ----------------------------------------- | -------------- | ----------------------------------------- | ----------------- | -------- | --------------------- | --------------------------------------------------- |
| Schneckenbrunnen (Bruchsal)               |                | Bruchsal                                  | Baden-Württemberg |          |                       | Brunnen mit Schnecken-Skulpturen in einem Vorgarten |
| Amalienbrunnen (Bruchsal)                 | weitere Bilder | Bruchsal (Lage)                           | Baden-Württemberg |          |                       | Amalienbrunnen vor dem Amtsgericht in Bruchsal      |
| Schneckenbrunnen (Freiburg, Colombipark)  |                | Freiburg im Breisgau, Colombipark (Lage)  | Baden-Württemberg |          |                       | [ 2 ]                                               |
| Schneckenbrunnen (Freiburg, Spemannplatz) |                | Freiburg im Breisgau, Spemannplatz (Lage) | Baden-Württemberg |          |                       |                                                     |
| Cittaslowbrunnen                          |                | Maikammer                                 | Rheinland-Pfalz   |          |                       |                                                     |

## Weitere
| Bezeichnung                           | Bild           | Standort                                                           | Staat   | Künstler                         | Errichtung Einweihung | Weitere Informationen                         |
| ------------------------------------- | -------------- | ------------------------------------------------------------------ | ------- | -------------------------------- | --------------------- | --------------------------------------------- |
| Schneckenbrunnen (Bologna)            | weitere Bilder | Bologna, Porta Galliera (Lage)                                     | Italien | Silverio Montaguti (1870–1947)   | 1910                  |                                               |
| Schneckenbrunnen (Sant’Agata Feltria) | weitere Bilder | Sant’Agata Feltria (Provinz Rimini) (Lage)                         | Italien |                                  |                       |                                               |
| Schneckenbrunnen (Victoria)           |                | Victoria, Butchart Gardens (Provinz British Columbia)              | Kanada  |                                  |                       |                                               |
| Schneckenbrunnen (Zürich)             |                | Zürich, bei der Riedtlisiedlung, Stolzestrasse (bei Nr. 98) (Lage) | Schweiz | Johann Jakob Wilhelm Schwerzmann |                       | Brunnenanlage mit "Faun auf Schnecke reitend" |
| Schneckenbrunnen (Eger)               | weitere Bilder | Eger (deutsch Erlau), (Észak-Magyarország, Nordungarn) (Lage)      | Ungarn  | Ágoston Pusztai                  | 1984                  |                                               |
| Schneckenbrunnen (Kiskőrös)           | weitere Bilder | Kiskőrös (Lage)                                                    | Ungarn  | Gábor Veres                      | 1985                  |                                               |